# Сантино (шимпанзе)
Сантино (20 апреля 1978 — 14 декабря 2022) — самец шимпанзе, который содержался в зоопарке Фурувик в Швеции. В марте 2009 года сообщалось, что Сантино любил запасаться камнями для бросания в посетителей зоопарка. Сантино был застрелен после побега из своего вольера в декабре 2022 года и позже скончался от полученных ран.

## История
Работники зоопарка заметили, наблюдая за Сантино через глухое стекло, что шимпанзе был занят тем, что собирал боеприпасы в ожидании посетителей, таскал камни из защитного рва и даже сталкивал куски бетона в грубые диски. Он сделал груды камней только на той части своего острова, которая обращена к толпе. Доктор Матиас Осват, когнитивный зоолог из Лундского университета, вместе с Элин Карвонен изучили это явление, и пришли к выводу, что поведение Сантино показывает, что планирование и преднамеренный обман не являются исключительно человеческими чертами.
Чтобы контролировать его поведение и снизить уровень гормонов, смотрители зоопарка кастрировали Сантино. После этого Сантино стал более игривым и у него вырос «живот Будды».
Сантино умел рисовать. Одну из его работ подарили кронпринцессе Виктории, впоследствии её продали за сумму от пяти до десяти тысяч долларов. В 2012 году сообщалось, что картины и гравюры Сантино принесли в казну около полумиллиона шведских крон (примерно 50 тысяч долларов).

## Освещение в СМИ
19 марта 2009 года Сантино и его атаки были упомянуты в сатирической передаче «Отчёт Кольберта» как пример неудачного взаимодействия между человеком и обезьяной и как образец ситуации, «когда животные нападают на нашу мораль». Там же было сказано, что такие инциденты случаются не только среди «животных», но и среди людей.
Эндрю Тейт, штатный автор австралийской газеты Fairfax, 20 декабря 2009 в юмористической форме описал, как поведение Сантино подняло шимпанзе до статуса экологического активиста года, учитывая отсутствие глобальных политических действий в отношении изменения климата и продолжающегося ухудшения состояния окружающей среды. В статье утверждалось, что, несмотря на кастрацию Сантино, политикам и избирателям необходимо массово подражать его примеру негодования, чтобы улучшить окружающую среду.